# Barro Colorado

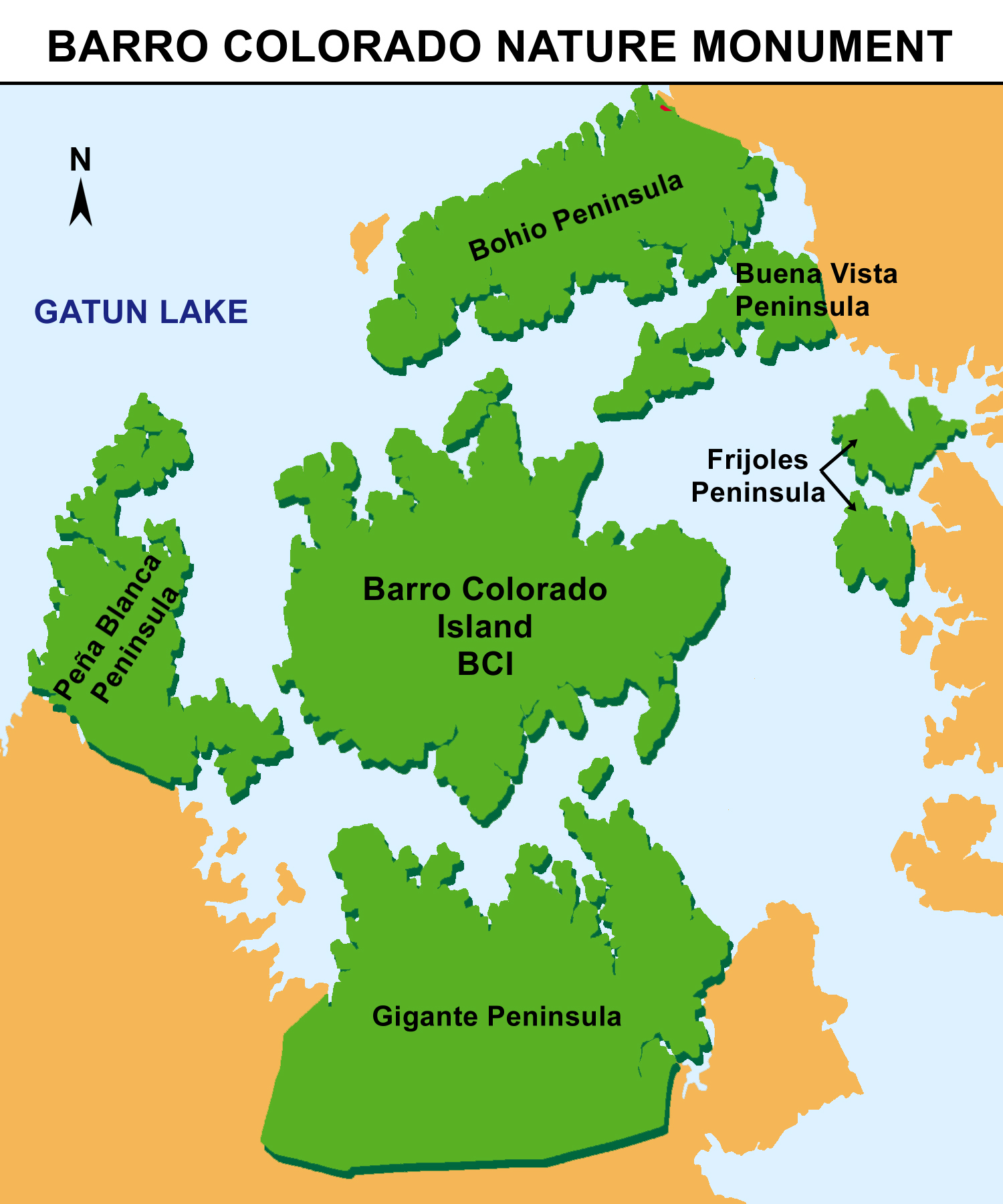
Monumento Natural de Barro Colorado

Barro Colorado (BCI) é uma ilha criada pela formação do Lago Gatún no meio do Canal do Panamá.  A ilha foi formada quando as águas do rio Chagres foram represadas, surgindo um lago. Com o aumento do nível das águas, significante parte das florestas foram submersas, e os topos dos morros permaneceram como ilhas no lago. Essa ilha possui uma área de cerca de 15,6 km².
O governo dos Estados Unidos demarcou a ilha como reserva em 17 de abril de 1923. Inicialmente administrada pela Panama Canal Company, sob a direção de James Zetek, a partir de 1946, Barro Colorado passou a ser administrada pelo Instituto Smithsoniano, junto com as cinco penínsulas adjacentes, como o Monumento Natural de Barro Colorado (BCNM). O BCNM tem uma área de 54 km². Esta entre as áreas tropicais mais bem estudadas do planeta. O Instituto de Pesquisas Tropicais do Smithsonian (STRI) tem um centro de pesquisas permanente na ilha, dedicado ao estudo dos ecossistemas tropicais. Visto que os diversos ecossistemas da ilha foram pouco alterados pelo homem, Barro Colorado tem sido estudo nos últimos 80 anos por várias disciplinas biológicas. Somente a fauna de grande porte se extinguiu de Barro Colorado, após a formação do lago, em 1914. Muitos estudos científicos foram conduzidos para documentar as mudanças da composição de espécies da ilha.
Em 1978, Thomas Croat publicou o trabalho, Flora of Barro Colorado Island, documentando as espécies de plantas da ilha. Em 1999, Egbert Leigh, que visitou a ilha pela primeira vez em 1966, e agora passa grande parte do tempo lá, publicou o livro Tropical Forest Ecology : A View from Barro Colorado Island. Em 2002, The Tapir's Morning Bath, publicado por Elizabeth Royte, retrata a vida e trabalho dos cientistas dentro da ilha.
A National Geographic produziu um documentário caracterizando Barro Colorado Island, intitulado "World's Last Great Places: Rain Forests", lançado em 2007. A primeira seleção foi intitulada "Panama Wild: Rain Forest of Life" mostra cientistas do Centro de Pequisas e também destaca a batalha pela sobrevivência e associações entre as espécies neste ecossistema diverso.